# Ngô Cảnh Hoàn
Ngô Cảnh Hoàn (tiếng Trung: 吳景桓, 1720 - 1786) là một tì tướng triều Lê trung hưng.

## Tiểu sử
Ngô Cảnh Hoàn có bản danh là Ngô Phúc Hoàn (tiếng Trung: 吳福桓), tự Tấn Phủ (tiếng Trung: 進甫), sinh quán tại hương Trảo Nha, xã Đại Lộc, huyện Thạch Hà, phủ Đức Quang, trấn Nghệ An (nay là thị trấn Nghèn, huyện Can Lộc, tỉnh Hà Tĩnh). Ông vốn là hậu duệ của danh tướng Ngô Cảnh Hựu từng theo vua Lê Trang Tông và tướng Nguyễn Kim dựng nghiệp trung hưng nhà Lê, cha ông là Cảnh quận công, Cảnh quận công lại là cháu Vinh quận công Ngô Phúc Thụ. Bản thân Ngô Cảnh Hoàn cũng là võ giả, theo đường binh nghiệp và thăng đến chức Tổng binh Chỉ huy sứ, tước Thu Lĩnh hầu (收領侯). Ông được vua Lê Hiển Tông rất tin cẩn sai quản lĩnh đội Tiền Trạch nên được bằng hữu gọi là Ông Tiền Trạch (翁前擇).

### Tuẫn phu
Vào năm Bính Ngọ (1786), quân Tây Sơn vượt sông Gianh đánh ra Bắc, khi đến sông Vị Hoàng thì phá tan đạo thủy quân của đại tướng Đinh Tích Nhưỡng. Đoan Nam vương nghe tin, bèn huy động toàn quân dàn trận ở bến Tây Luông để ứng phó. Đại tướng Hoàng Phùng Cơ cầm Tiền đội bộ binh vài ngàn người đóng ở hồ Vạn Xuân, thủy quân của Tiền Trạch chưởng quản Ngô Cảnh Hoàn và Hậu Trạch chưởng quản Phan Trọng Yêm thì được lệnh dàn chiến đĩnh ở bến Thúy Ái (nay là phường Thúy Ái, quận Hai Bà Trưng, Hà Nội). Khi Thu Lĩnh hầu sắp ra quân, chợt có cậu em họ là Cảnh Trương vỗ vai ông bảo: "Chuyến này anh đừng nên đi. Hễ đi tất gặp rủi ro !", Cảnh Hoàn cười trừ: "Thân làm tướng gặp lệnh thì phải đi, giặc đến thì phải đánh, thắng bại sống chết âu là cái sự thường. Vả, vận nước đã thành thế này, tôi không đi phỏng có được chăng ?".
Dàn chiến đĩnh của người Tây Sơn được gió ào ạt tiến lên, Ngô Cảnh Hoàn cầm giáo đứng đốc suất quan binh tác chiến, chưa được vài khắc thì bất ngờ ông bị trúng đạn thần công, ngã nhào xuống sông mà chết. Hai người con trai theo cùng cũng tử trận. Hỏa lực của quân Trịnh tỏ ra kém cỏi hơn, bị pháo Tây Sơn bắn chìm nhiều không kể xiết. Đội Trung Trạch bị diệt gần hết, tướng Phan Trọng Yêm cũng tử thương. Thủy quân Trịnh tan vỡ, quân Tây Sơn thừa thế nhảy từ thuyền lên bờ xộc thẳng vào cánh quân của đại tướng Hoàng Phùng Cơ. Tì tướng Mai Thế Pháp phóng ngựa ra chặn trước, chém được mươi người, nhưng bị bức bách quá phải liều nhảy xuống sông, quan binh luống cuống làm vỡ luôn thế trận. Hoàng Phùng Cơ còn độ 700 quân, dựa vào voi mà vừa đánh vừa lùi, 6 trong số tám con trai của ông cũng tử trận.
Đoan Nam vương đốc suất mặt trận Tây Luông cũng bị thua to, phải bỏ áo giáp mà đội mũ Đinh Tự giả làm lính, quay voi chạy ra ô Yên Phụ. Quân Tây Sơn tràn ngập Đông Kinh, Nguyễn Huệ lập hoàng tử Lê Duy Kỳ làm vua Chiêu Thống, ở đấy đến tháng 8 lại thu quân về Thuận Hóa.

### Tiết phụ
Hay tin dữ, khắp gia quyến ngập chìm trong không khí tang thương, riêng người vợ thứ ba của Thu Lĩnh hầu là Phan Thị Thuấn vẫn mặc áo đỏ điểm phấn son kỹ lưỡng như thường nhật, dù trong họ có nhiều người chê trách nhưng bà vẫn thản nhiên. Đến kỳ chung thất, bà đón thầy tăng đến một ngôi chùa ở Kinh Bắc lập đàn chay siêu độ cho linh hồn ông suốt 7 ngày đêm. Việc cầu cúng vừa xong thì bà Phan Thị bảo với người nhà là xin được tuẫn tiết theo chồng, trong họ có người hoài nghi không tin. Đúng bách nhật, bà ăn vận tươm tất, theo thân nhân đi từ tư dinh ở Cầu Mọc đến bến Thúy Ái, ở đó mọi nghi thức đã sẵn, lại có ba chiếc thuyền con đỗ trên mặt nước. Bà Phan Thị từ giã khắp lượt bà con họ hàng, rồi bước lên đàn đốt hương khấn nguyện theo cáo văn đã chép sẵn, có đoạn: "Chàng chết vì nước, thiếp chết theo chàng, để cho thân thiếp được trôi bên thân chàng... Sau khi thiếp chết, ai mà vớt thi hài thiếp thì thân người ấy cũng sẽ như thân thiếp...". Bản sao của tờ văn ấy nay còn được con cháu họ Ngô gìn giữ. Khấn nguyền xong thì đốt cáo văn, bà Phan Thị một lần nữa bái lạy thân nhân, ung dung bước xuống thuyền chèo ra giữa sông, rồi gieo mình xuống nước, dòng nước ngược đưa bà đi xa hơn mười trượng mới tắt thở, mọi người thương cảm đều rơi nước mắt. Năm ấy bà mới tròn 20 tuổi, chưa kịp có con.
Người con trưởng của Thu Lĩnh hầu là Trâm Ngọc hầu vớt thi hài bà Phan Thị mà mai táng nơi bến sông. Ông đem gia quyến tạm lánh ở Sơn Tây, rồi cùng mấy bằng hữu đến miền Sơn Nam Hạ hội quân để phục thù. Kháng cự quân Tây Sơn được ít lâu trên sông Hồng thì Trâm Ngọc hầu bị hại; sức bền bỉ của đạo quân này khiến nhà Tây Sơn phải sai quan Tổng trấn Ngô Văn Sở thân chinh đi dẹp. Đương thời, người ta đồn rằng đó là linh ứng cho lời nguyền của bà Phan Thị Thuấn.

## Vinh danh
Khoảng những năm Chiêu Thống, khi triều đình truy xét đến những người tiết nghĩa, Thu Lĩnh hầu và tiết phụ đều được dự phong, bà Phan Thị được sắc phong Trinh liệt phu nhân. Lại hạ lệnh cho dân chúng phải lập đền thờ bà Phan Thị tại nơi hiện nay là thôn Thúy Lĩnh, xã Lĩnh Nam, huyện Thanh Trì, Hà Nội. Còn họ Ngô ở Trảo Nha cũng chiêu hồn mai táng ông bà trên núi Nghèn, người ở hương Tập Phúc cũng lập đền thờ cả ông bà và Trâm Ngọc hầu.
Năm Tự Đức thứ 12 (1859), triều Nguyễn gia phong mỹ tự Lê triều tiết liệt phu nhân Phan Thị chi từ, dựng văn bi ở phía Đông đền. Lại sắc phong Thượng đẳng tôn thần và ban biển vàng đề mấy chữ Trung liệt nhất gia, sau cả hai đền thờ đều được gọi là Trung Liệt đền.

## Nghệ thuật hóa
| Quá Thúy Ái điếu Tiền Trạch phu nhân | Đời đáng chán |
| --- | --- |
| 紅顏亦一子，Hồng nhan diệc nhất tử, 翠靄到今傳。Thúy Ái đáo kim truyền. 流水泣終古，Lưu thủy khấp chung cổ, 寒雲埋遠天。Hàn vân mai viễn thiên. 興亡成底事，Hưng vong thành để sự, 感慨滿當年。Cảm khái mãn đương niên. 憑吊孤蓬下，Bằng diếu cô bồng hạ, 青風兩岸旋。Thanh phong lưỡng ngạn tuyền. | Người đời thử ngẫm mà hay Trăm năm là ngắn, một ngày dài ghê ! Còn ai ai tỉnh ai mê Những ai thiên cổ đi về những đâu ? Đời đáng chán hay không đáng chán ? Cất chén quỳnh, riêng hỏi bạn tri âm Giá khuynh thành nhất tiếu thiên câm Mắt xanh trắng đổi nhầm bao khách tục Giang hà nhật hạ nhân giai trọc Thiên địa lô trung thục hữu tình Đón đưa ai gió lá chim cành Ấy nhân thế phù sinh là thế thế Khách phù thế chửa dứt câu phù thế Người phong lưu càng đượm vẻ phong lưu Bức khăn hồng nâng đỡ hạt châu Truyện kim cổ một vài câu phải trái Châu Nam Hải, thuyền chìm sông Thúy Ái Sóng Tiền Đường, cỏ áy bến Ô giang Ngẫm nghìn xưa: Ai tài hoa, ai tiết liệt, ai đài trang Cùng một giấc mơ màng trong vũ trụ Đời đáng chán biết thôi là đủ Sự chán đời xin nhủ lại tri âm Nên chăng nghĩ lại kẻo nhầm |